# Spezia Calcio 2017-2018
Questa voce raccoglie le informazioni riguardanti lo Spezia Calcio nelle competizioni ufficiali della stagione 2017-2018.

## Stagione
Nella stagione 2017-2018 lo Spezia disputa il venticinquesimo campionato di Serie B della sua storia. Con 53 punti ottiene il decimo posto finale. Gli aquilotti allenati in questa stagione da Fabio Gallo non partono male, al termine del girone di andata con 30 punti sono ottavi, in zona Play-off, ma nel girone di ritorno non riescono a tenere il passo delle migliori, dovendosi accontentare di un discreto piazzamento a metà classifica. Con 10 reti il miglior realizzatore dei bianconeri è stato Guido Marilungo. Ad agosto nella Coppa Italia Tim Cup nel secondo turno lo Spezia elimina (3-0) la Reggiana, ma poi viene a sua volta eliminato nel terzo turno dal Sassuolo, che si è imposto (2-0).

## Organigramma societario
Area direttiva
- Presidente onorario: Gabriele Volpi
- Presidente: Stefano Chisoli
- Vicepresidente: Andrea Corradino
- Amministratore Delegato: Luigi Micheli
- Responsabile amministrativo: Niccolò Peri
- Responsabile settore giovanile: Claudio Vinazzani
- Responsabile Area Comunicazione: Leonar Pinto
- Ufficio Stampa: Gianluca Parenti
- Ufficio marketing e commerciale: Lorenzo Ferretti

Area tecnica
- Allenatore: Fabio Gallo
- Allenatore in seconda: Roberto Chiappara
- Direttore sportivo: Gianluca Andrissi
- Preparatore dei portieri: Maurizio Rollandi
- Team manager: Leonar Pinto

Area sanitaria
- Responsabile sanitario: Daniele Tarsi
- Recupero Infortunati: Daniele Chiolerio

## Divise e sponsor
Il fornitore ufficiale di materiale tecnico per la stagione 2017-2018 è Acerbis, mentre gli sponsor di maglia sono Arquati e Credit Agricole - Carispezia.
| Casa | Trasferta | Terza divisa |

## Rosa
| N. |                    | Ruolo | Calciatore               |
| -- | ------------------ | ----- | ------------------------ |
| 1  | Italia (bandiera)  | P     | Davide Bassi             |
| 2  | Italia (bandiera)  | D     | Antonio Candela          |
| 3  | Uruguay (bandiera) | D     | Walter López             |
| 4  | Italia (bandiera)  | D     | Daniele Capelli          |
| 5  | Italia (bandiera)  | D     | Nicolas Giani            |
| 6  | Italia (bandiera)  | D     | Pietro Ceccaroni         |
| 7  | Italia (bandiera)  | C     | Francesco Bolzoni        |
| 8  | Spagna (bandiera)  | C     | Juande                   |
| 9  | Italia (bandiera)  | A     | Francesco Forte          |
| 10 | Italia (bandiera)  | A     | Alberto Gilardino        |
| 11 | Italia (bandiera)  | A     | Edoardo Soleri           |
| 12 | Canada (bandiera)  | P     | Axel Desjardins          |
| 13 | Italia (bandiera)  | D     | Tommaso Augello          |
| 14 | Italia (bandiera)  | C     | Luigi Giorgi             |
| 15 | Italia (bandiera)  | D     | Gabriele Corbo           |
| 17 | Italia (bandiera)  | D     | Arturo Calabresi         |
| 18 | Nigeria (bandiera) | A     | David Okereke            |
| 19 | Italia (bandiera)  | D     | Claudio Terzi (capitano) |
| 20 | Italia (bandiera)  | C     | Gennaro Acampora         |
| 21 | Italia (bandiera)  | C     | Matteo Pessina           |

| N. |                    | Ruolo | Calciatore           |
| -- | ------------------ | ----- | -------------------- |
| 22 | Italia (bandiera)  | P     | Thomas Saloni        |
| 23 | Italia (bandiera)  | D     | Filippo De Col       |
| 24 | Italia (bandiera)  | C     | Luca Vignali         |
| 25 | Italia (bandiera)  | C     | Giulio Maggiore      |
| 26 | Italia (bandiera)  | A     | Giuseppe Mastinu     |
| 27 | Italia (bandiera)  | C     | Leonardo Benedetti   |
| 28 | Italia (bandiera)  | D     | Alberto Masi         |
| 29 | Uruguay (bandiera) | A     | Pablo Granoche       |
| 30 | Italia (bandiera)  | A     | Juri Cisotti         |
| 31 | Nigeria (bandiera) | A     | Abdullahi Suleiman   |
| 32 | Italia (bandiera)  | A     | Samuele Mulattieri   |
| 33 | Italia (bandiera)  | P     | Raffaele Di Gennaro  |
| 34 | Italia (bandiera)  | A     | Tommaso Mannucci     |
| 35 | Italia (bandiera)  | C     | Matteo Figoli        |
| 36 | Italia (bandiera)  | A     | Andrea Capelli       |
| 37 | Georgia (bandiera) | A     | Irakli Shekiladze    |
| 38 | Italia (bandiera)  | A     | Giovanni Vatteroni   |
| 39 | Italia (bandiera)  | A     | Guido Marilungo      |
| 41 | Italia (bandiera)  | C     | Alberto De Francesco |
| 42 | Algeria (bandiera) | C     | Najib Ammari         |

## Calciomercato

### Sessione estiva(dal 01/07 al 31/08)
| Acquisti | Acquisti            | Acquisti    | Acquisti      |
| R.       | Nome                | da          | Modalità      |
| -------- | ------------------- | ----------- | ------------- |
| P        | Davide Bassi        | Parma       | definitivo    |
| P        | Raffaele Di Gennaro | Inter       | prestito      |
| P        | Thomas Saloni       | Carrarese   | fine prestito |
| D        | Arturo Calabresi    | Roma        | prestito      |
| D        | Nicolas Giani       | SPAL        | definitivo    |
| D        | Walter López        | Benevento   | definitivo    |
| C        | Gennaro Acampora    | Perugia     | fine prestito |
| C        | Simone Bastoni      | Carrarese   | fine prestito |
| C        | Juande              | UCAM Murcia | fine prestito |
| A        | Juri Cisotti        | Casertana   | fine prestito |
| A        | Patrick Ciurria     | Siena       | fine prestito |
| A        | Francesco Forte     | Inter       | prestito      |
| A        | Emmanuel Gyasi      | Pistoiese   | fine prestito |
| A        | Irakli Shekiladze   | Pordenone   | definitivo    |
| A        | Edoardo Soleri      | Roma        | prestito      |
| C        | Matteo Pessina      | Atalanta    | prestito      |
| A        | Guido Marilungo     | Atalanta    | prestito      |
| C        | Luigi Giorgi        | Ascoli      | definitivo    |
| D        | Alberto Masi        | Bari        | prestito      |
| C        | Francesco Bolzoni   | Novara      | definitivo    |
| A        | Alberto Gilardino   |             | svincolato    |

| Cessioni | Cessioni           | Cessioni              | Cessioni      |
| R.       | Nome               | a                     | Modalità      |
| -------- | ------------------ | --------------------- | ------------- |
| P        | Leandro Chichizola | Las Palmas            | definitivo    |
| P        | Alex Valentini     | Vicenza               | definitivo    |
| D        | Francesco Migliore | Genoa                 | definitivo    |
| D        | Nahuel Valentini   | Real Oviedo           | definitivo    |
| D        | Iacopo Galli       | Crotone               | fine prestito |
| C        | Alessandro Deiola  | Cagliari              | fine prestito |
| C        | Jon Errasti        | Alcorcón              | definitivo    |
| C        | Nico Pulzetti      | Padova                | definitivo    |
| C        | Franco Signorelli  | Salernitana           | definitivo    |
| A        | Nenê               | Bari                  | definitivo    |
| A        | Jaime Báez         | Fiorentina            | fine prestito |
| A        | Patrick Ciurria    | Pordenone             | definitivo    |
| A        | Alessandro Piu     | Empoli                | fine prestito |
| P        | Jacopo Pagnini     | Lucchese              | prestito      |
| A        | Antonio Piccolo    | Cremonese             | definitivo    |
| C        | Theophilus Awua    | Juve Stabia           | prestito      |
| C        | Simone Bastoni     | Trapani               | prestito      |
| C        | Daniele Sciaudone  | Novara                | definitivo    |
| D        | Niko Datković      | Universitatea Craiova | prestito      |

## Risultati

### Serie B

#### Girone di andata
| Arbitro: | Nasca (Bari) |

|                                |           |  |
| Trajkovski 10’ Nestorovski 53’ | Marcatori |  |

| Arbitro: | Baroni (Firenze) |

|  |           |             |
|  | Marcatori | 20’ Mbakogu |

| Arbitro: | Piccinini (Forlì) |

|                         |           |             |
| Terzi 14’ Marilungo 89’ | Marcatori | 61’ De Luca |

| Venezia 15 settembre 2017 4ª giornata | Venezia            | 0 – 0 referto | Spezia | Stadio Pier Luigi Penzo (3 218 spett.)\| Arbitro: \| Illuzzi (Molfetta) \| |
| Arbitro:                              | Illuzzi (Molfetta) |               |        |                                                                            |

| Arbitro: | Pinzani (Empoli) |

|               |           |  |
| Marilungo 12’ | Marcatori |  |

| Arbitro: | Giua (Olbia) |

|                    |           |  |
| Rodríguez 19’, 67’ | Marcatori |  |

| Arbitro: | Ros (Pordenone) |

|           |           |  |
| López 84’ | Marcatori |  |

| Arbitro: | Marini (Roma) |

|               |           |  |
| Schiavone 32’ | Marcatori |  |

| Arbitro: | Rapuano (Rimini) |

|                                                         |           |                           |
| Albadoro 20’ Tremolada 35’ Angiulli 65’ A. Montalto 88’ | Marcatori | 1’ Marilungo 12’ Granoche |

| Arbitro: | Pezzuto (Lecce) |

|                                            |           |                            |
| Masi 2’ Mastinu 19’ Forte 77’ Granoche 83’ | Marcatori | 44’ Volta 90+4’ Mustacchio |

| Arbitro: | Balice (Termoli) |

|                                             |           |             |
| D'Urso 53’ Carpani 85’ Favilli 90+5’ (rig.) | Marcatori | 90+3’ Terzi |

| La Spezia 28 ottobre 2017, ore 15:00 CEST 12ª giornata | Spezia               | 0 – 0 referto | Cittadella | Alberto Picco (5 365 spett.)\| Arbitro: \| Pillitteri (Palermo) \| |
| Arbitro:                                               | Pillitteri (Palermo) |               |            |                                                                    |

| Arbitro: | Illuzzi (Molfetta) |

|             |           |             |
| Pasqual 78’ | Marcatori | 52’ Mastinu |

| Arbitro: | Marinelli (Tivoli) |

|                      |           |                |
| Gilardino 78’ (rig.) | Marcatori | 56’ D. Ciofani |

| Arbitro: | Di Martino (Teramo) |

|                     |           |            |
| And. Caracciolo 72’ | Marcatori | 78’ Ammari |

| Arbitro: | Pinzani (Empoli) |

|                                                |           |  |
| Maggiore 33’ Ammari 55’ Granoche 74’ Forte 83’ | Marcatori |  |

| Arbitro: | Piscopo (Imperia) |

|              |           |  |
| Paulinho 87’ | Marcatori |  |

| Arbitro: | Ghersini (Genova) |

|               |           |  |
| Gilardino 31’ | Marcatori |  |

| Arbitro: | Minelli (Varese) |

|  |           |                        |
|  | Marcatori | 34’ Granoche 74’ Forte |

| Arbitro: | Pezzuto (Lecce) |

|               |           |  |
| Marilungo 12’ | Marcatori |  |

| Parma 31 dicembre 2017 21ª giornata | Parma           | 0 – 0 referto | Spezia | Stadio Ennio Tardini (10 984 spett.)\| Arbitro: \| Ros (Pordenone) \| |
| Arbitro:                            | Ros (Pordenone) |               |        |                                                                       |

#### Girone di ritorno
| La Spezia 20 gennaio 2018 22ª giornata | Spezia            | 0 – 0 referto | Palermo | Stadio Alberto Picco (6 886 spett.)\| Arbitro: \| Piccinini (Forlì) \| |
| Arbitro:                               | Piccinini (Forlì) |               |         |                                                                        |

| Arbitro: | Giua (Olbia) |

|                            |           |           |
| Mbakogu 70’ Melchiorri 78’ | Marcatori | 72’ Terzi |

| Arbitro: | Marinelli (Tivoli) |

|  |           |              |
|  | Marcatori | 56’ Maggiore |

| Arbitro: | Balice (Termoli) |

|              |           |           |
| Granoche 67’ | Marcatori | 2’ Pinato |

| Arbitro: | Di Martino (Teramo) |

|            |           |           |
| Pușcaș 24’ | Marcatori | 38’ Forte |

| Arbitro: | Pillitteri (Palermo) |

|                                        |           |  |
| Pessina 21’ Marilungo 58’ Granoche 85’ | Marcatori |  |

| Arbitro: | Fourneau (Roma) |

|             |           |           |
| Brienza 71’ | Marcatori | 10’ Forte |

| Arbitro: | Pezzuto (Lecce) |

|               |           |                       |
| Marilungo 40’ | Marcatori | 21’ Kupisz 71’ Jallow |

| Arbitro: | Martinelli (Roma) |

|           |           |             |
| Forte 44’ | Marcatori | 28’ Finotto |

| Arbitro: | Nasca (Bari) |

|                           |           |  |
| Cerri 36’, 41’ Bianco 89’ | Marcatori |  |

| Arbitro: | Piscopo (Imperia) |

|               |           |                    |
| Marilungo 70’ | Marcatori | 90+1’ Lores Varela |

| Arbitro: | Marini (Roma) |

|               |           |                    |
| Arrighini 44’ | Marcatori | 40’, 62’ Gilardino |

| Arbitro: | Di Paolo (Avezzano) |

|           |           |         |
| López 16’ | Marcatori | 72’ Piu |

| Arbitro: | Minelli (Varese) |

|                    |           |                      |
| Dionisi 58’ (rig.) | Marcatori | 90+3’ (rig.) Pessina |

| Arbitro: | Baroni (Firenze) |

|  |           |                 |
|  | Marcatori | 18’ Torregrossa |

| Arbitro: | Ghersini (Genova) |

|                              |           |                                    |
| Mancuso 13’ (rig.), 16’, 53’ | Marcatori | 67’ A. De Francesco 72’ Mulattieri |

| Arbitro: | Ros (Pordenone) |

|              |           |  |
| Maggiore 87’ | Marcatori |  |

| Arbitro: | Di Martino (Teramo) |

|                          |           |               |
| Floriano 28’ Tonucci 82’ | Marcatori | 85’ Marilungo |

| Arbitro: | Martinelli (Roma) |

|                                                         |           |             |
| Gilardino 12’ (rig.), 72’ Marilungo 16’, 90’ Awua 90+4’ | Marcatori | 22’ Paghera |

| Arbitro: | Marinelli (Tivoli) |

|                 |           |  |
| L. Castaldo 76’ | Marcatori |  |

| Arbitro: | Piccinini (Forlì) |

|  |           |                            |
|  | Marcatori | 11’ Ceravolo 61’ Ciciretti |

### Coppa Italia
| Arbitro: | Pillitteri (Palermo) |

|                                         |           |  |
| Ceccaroni 41’ Vignali 48’ Sciaudone 82’ | Marcatori |  |

| Arbitro: | Pairetto (Nichelino) |

|                          |           |  |
| Missiroli 8’ Berardi 27’ | Marcatori |  |

## Statistiche

### Statistiche di squadra
- Statistiche aggiornate al 2 Dicembre 2017.

| Competizione | Punti                 | In casa | In casa | In casa | In casa | In casa | In casa | In trasferta | In trasferta | In trasferta | In trasferta | In trasferta | In trasferta | Totale | Totale | Totale | Totale | Totale | Totale | D.R. |
| Competizione | Punti                 | G       | V       | N       | P       | Gf      | Gs      | G            | V            | N            | P            | Gf           | Gs           | G      | V      | N      | P      | Gf     | Gs     | D.R. |
| ------------ | --------------------- | ------- | ------- | ------- | ------- | ------- | ------- | ------------ | ------------ | ------------ | ------------ | ------------ | ------------ | ------ | ------ | ------ | ------ | ------ | ------ | ---- |
| Serie B      | 53                    | 21      | 10      | 7       | 4       | 29      | 15      | 21           | 3            | 7            | 11           | 17           | 30           | 42     | 13     | 14     | 15     | 46     | 45     | +1   |
| Coppa Italia | 3º turno eliminatorio | 1       | 1       | 0       | 0       | 3       | 0       | 1            | 0            | 0            | 1            | 0            | 2            | 2      | 1      | 0      | 1      | 3      | 2      | +1   |
| Totale       | 53                    | 22      | 11      | 7       | 4       | 32      | 15      | 22           | 3            | 7            | 12           | 17           | 32           | 44     | 14     | 14     | 16     | 49     | 47     | +2   |

### Andamento in campionato
Dati aggiornati al 10 dicembre 2017.
| Giornata  | 1  | 2  | 3  | 4  | 5  | 6  | 7  | 8  | 9  | 10 | 11 | 12 | 13 | 14 | 15 | 16 | 17 | 18 | 19 | 20 | 21 | 22 | 23 | 24 | 25 | 26 | 27 | 28 | 29 | 30 | 31 | 32 | 33 | 34 | 35 | 36 | 37 | 38 | 39 | 40 | 41 | 42 |
| --------- | -- | -- | -- | -- | -- | -- | -- | -- | -- | -- | -- | -- | -- | -- | -- | -- | -- | -- | -- | -- | -- | -- | -- | -- | -- | -- | -- | -- | -- | -- | -- | -- | -- | -- | -- | -- | -- | -- | -- | -- | -- | -- |
| Luogo     | C  | T  | C  | T  | C  | C  | T  | C  | T  | C  | T  | C  | T  | T  | C  | T  | C  | T  | C  | T  | C  | T  | C  | T  | C  | T  | T  | C  | T  | C  | T  | C  | T  | C  | C  | T  | C  | T  | C  | T  | C  | T  |
| Risultato | P  | P  | V  | N  | V  | P  | V  | P  | P  | V  | P  | N  | N  | N  | N  | V  | P  | V  | V  | V  | N  | N  | P  | V  | N  | N  | V  | N  | P  | N  | P  | N  | V  | N  | N  | P  | P  | V  | P  | V  | P  | P  |
| Posizione | 19 | 22 | 17 | 16 | 10 | 14 | 11 | 16 | 18 | 15 | 18 | 16 | 16 | 17 | 17 | 12 | 16 | 13 | 10 | 9  | 8  | 8  | 10 | 10 | 10 | 10 | 7  | 8  | 8  | 9  | 11 | 10 | 10 | 10 | 11 | 11 | 11 | 11 | 11 | 10 | 10 | 10 |

Fonte:  Serie B ConTe.it – Classifiche, su legab.it. URL consultato il 20 gennaio 2018 (archiviato dall'url originale il 12 gennaio 2018).
Legenda:

Luogo: C = Casa; T = Trasferta. Risultato: V = Vittoria; N = Pareggio; P = Sconfitta.

### Statistiche dei giocatori
| Giocatore       | Serie B  | Serie B | Serie B     | Serie B    | Coppa Italia | Coppa Italia | Coppa Italia | Coppa Italia | Totale   | Totale | Totale      | Totale     |
| Giocatore       | Presenze | Reti    | Ammonizioni | Espulsioni | Presenze     | Reti         | Ammonizioni  | Espulsioni   | Presenze | Reti   | Ammonizioni | Espulsioni |
| --------------- | -------- | ------- | ----------- | ---------- | ------------ | ------------ | ------------ | ------------ | -------- | ------ | ----------- | ---------- |
| G. Acampora     | 2        | 0       | 0           | 0          | 1            | 0            | 0            | 0            | 3        | 0      | 0           | 0          |
| N. Ammari       | 13       | 2       | 1           | 0          | 0            | 0            | 0            | 0            | 13       | 2      | 1           | 0          |
| T. Augello      | 14       | 0       | 1           | 0          | 1            | 0            | 0            | 0            | 15       | 0      | 1           | 0          |
| T. Awua         | 1        | 1       | 0           | 0          | 0            | 0            | 0            | 0            | 1        | 1      | 0           | 0          |
| D. Bassi        | 3        | -3      | 0           | 0          | 2            | -2           | 0            | 0            | 5        | -5     | 0           | 0          |
| F. Bolzoni      | 29       | 0       | 3           | 0          | 0            | 0            | 0            | 0            | 29       | 0      | 3           | 0          |
| A. Calabresi    | 2        | 0       | 0           | 0          | 0            | 0            | 0            | 0            | 2        | 0      | 0           | 0          |
| A. Candela      | 0        | 0       | 0           | 0          | 1            | 0            | 0            | 0            | 1        | 0      | 0           | 0          |
| D. Capelli      | 19       | 0       | 3           | 0          | 0            | 0            | 0            | 0            | 19       | 0      | 3           | 0          |
| P. Ceccaroni    | 10       | 0       | 2           | 0          | 2            | 1            | 0            | 0            | 12       | 1      | 2           | 0          |
| G. Corbo        | 1        | 0       | 0           | 0          | 0            | 0            | 0            | 0            | 1        | 0      | 0           | 0          |
| R. Di Gennaro   | 23       | -18     | 0           | 0          | 0            | 0            | 0            | 0            | 23       | -18    | 0           | 0          |
| F. De Col       | 41       | 0       | 5           | 0          | 2            | 0            | 0            | 0            | 43       | 0      | 5           | 0          |
| A. De Francesco | 9        | 1       | 0           | 0          | 0            | 0            | 0            | 0            | 9        | 1      | 0           | 0          |
| A. Desjardins   | 0        | 0       | 0           | 0          | 0            | 0            | 0            | 0            | 0        | 0      | 0           | 0          |
| F. Forte        | 31       | 6       | 2           | 0          | 2            | 0            | 0            | 0            | 33       | 6      | 2           | 0          |
| N. Giani        | 33       | 0       | 5           | 0          | 2            | 0            | 2            | 0            | 35       | 0      | 7           | 0          |
| A. Gilardino    | 16       | 6       | 1           | 0          | 0            | 0            | 0            | 0            | 16       | 6      | 1           | 0          |
| L. Giorgi       | 6        | 0       | 1           | 0          | 0            | 0            | 0            | 0            | 6        | 0      | 1           | 0          |
| P. Granoche     | 38       | 6       | 4           | 0          | 1            | 0            | 0            | 0            | 39       | 6      | 4           | 0          |
| Juande          | 12       | 0       | 1           | 0          | 1            | 0            | 0            | 0            | 13       | 0      | 1           | 0          |
| W. López        | 38       | 2       | 16          | 0          | 0            | 0            | 0            | 0            | 38       | 2      | 16          | 0          |
| G. Maggiore     | 30       | 3       | 7           | 0          | 0            | 0            | 0            | 0            | 30       | 3      | 7           | 0          |
| G. Marilungo    | 39       | 10      | 3           | 0          | 0            | 0            | 0            | 0            | 39       | 10     | 3           | 0          |
| A. Masi         | 6        | 1       | 2           | 0          | 0            | 0            | 0            | 0            | 6        | 1      | 2           | 0          |
| G. Mastinu      | 26       | 2       | 3           | 0          | 2            | 0            | 0            | 0            | 28       | 2      | 3           | 0          |
| N. Manfredini   | 13       | -14     | 0           | 0          | 0            | 0            | 0            | 0            | 13       | -14    | 0           | 0          |
| F. Migliore     | 0        | 0       | 0           | 0          | 1            | 0            | 0            | 0            | 1        | 0      | 0           | 0          |
| L. Mora         | 15       | 0       | 5           | 1          | 0            | 0            | 0            | 0            | 15       | 0      | 5           | 1          |
| S. Mulattieri   | 3        | 1       | 0           | 0          | 0            | 0            | 0            | 0            | 3        | 1      | 0           | 0          |
| D. Okereke      | 6        | 0       | 1           | 0          | 0            | 0            | 0            | 0            | 6        | 0      | 1           | 0          |
| R. Palladino    | 6        | 0       | 0           | 0          | 0            | 0            | 0            | 0            | 6        | 0      | 0           | 0          |
| M. Pessina      | 38       | 2       | 3           | 0          | 0            | 0            | 0            | 0            | 38       | 2      | 3           | 0          |
| A. Piccolo      | 1        | 0       | 0           | 0          | 2            | 0            | 0            | 0            | 3        | 0      | 0           | 0          |
| T. Saloni       | 4        | -10     | 0           | 0          | 0            | 0            | 0            | 0            | 4        | -10    | 0           | 0          |
| D. Sciaudone    | 1        | 0       | 1           | 0          | 2            | 1            | 0            | 0            | 3        | 1      | 1           | 0          |
| E. Soleri       | 5        | 0       | 0           | 0          | 1            | 0            | 0            | 0            | 6        | 0      | 0           | 0          |
| C. Terzi        | 34       | 3       | 10          | 0          | 2            | 0            | 1            | 0            | 36       | 3      | 11          | 0          |
| L. Vignali      | 15       | 0       | 1           | 0          | 2            | 1            | 0            | 0            | 17       | 1      | 1           | 0          |